# Naissance en 885
Naissance
- 881
- 882
- 883
- 884
- 885
- 886
- 887
- 888
- 889

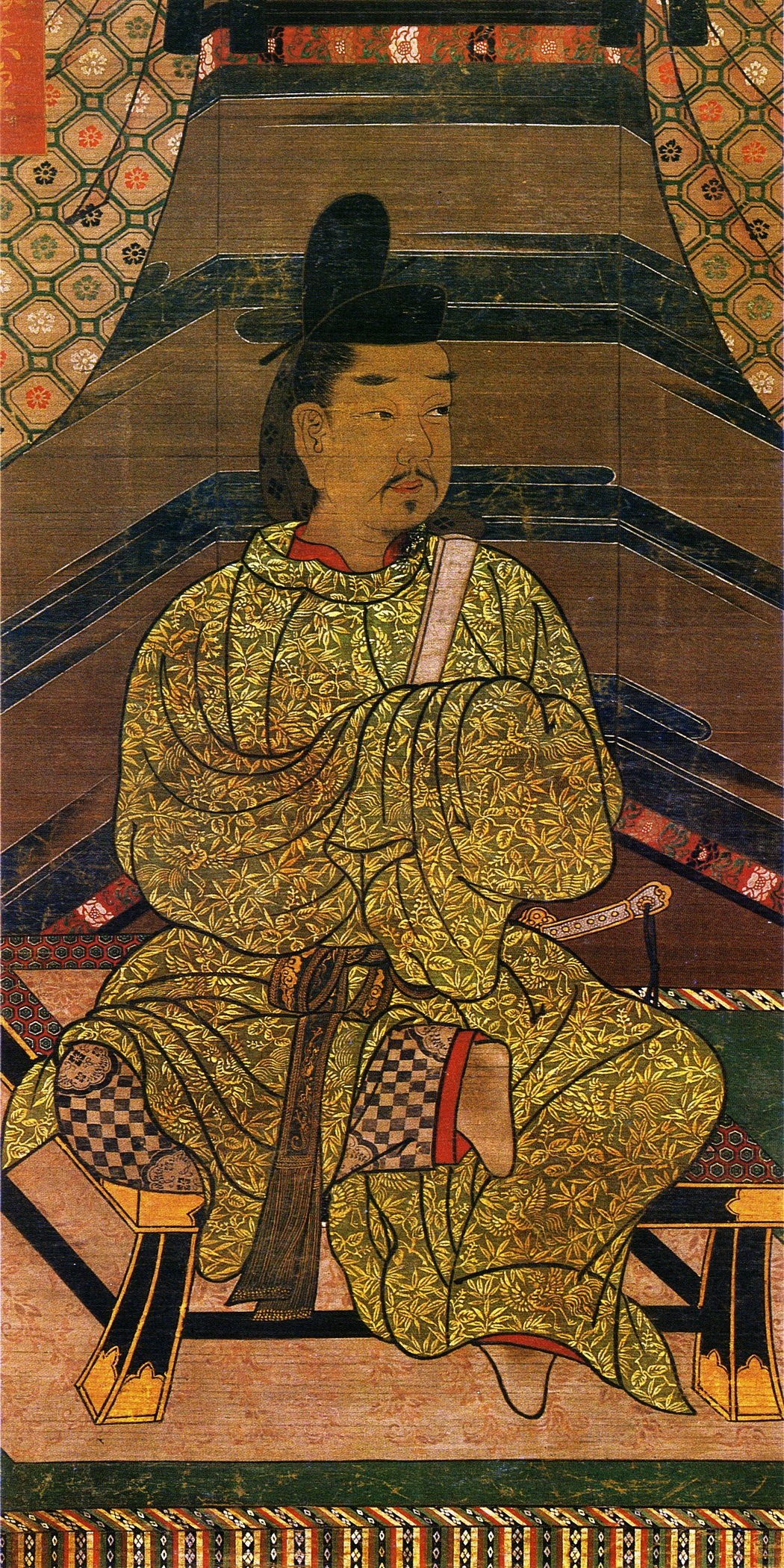
Daigo né en 885.

Cette page dresse une liste de personnalités nées au cours de  l'année 885 :
- 6 février : Daigo, empereur du Japon.

- Boson d'Arles, comte d'Avignon et Vaison, comte d'Arles et marquis de Toscane.
- Hugues Ier de Lusignan, dit le Veneur, seigneur de Lusignan.
- Toda de Navarre, ou Toda Aznárez, reine de Navarre
- Fujiwara no Onshi, impératrice consort du Japon, consort de l'empereur Daigo.
- Gyeon Singeom, deuxième et dernier roi du royaume de Hubaekje (en) en Corée.

## Crédit d'auteurs
- Cet article est partiellement ou en totalité issu de l'article intitulé « 885 » (voir la liste des auteurs).